# Мария дель Пилар Гонсалес де Грегорио и Альварес де Толедо
Мария дель Пилар Гонсалес де Грегорио-и-Альварес де Толедо, также известная как Пилар Медина-Сидония или Пилар Фернандина (исп. Pilar González de Gregorio y Álvarez de Toledo; род. 10 января 1957, Мадрид) — известная испанская аристократка, писательница и светская львица, которая с 1993 по 2012 год была пятнадцатой герцогиней Фернандина. В 2012 году Пилар была лишена герцогского титула после судебной тяжбы с племянником.
С 2010 по 2021 год Пилар была президентом аукционного дома Christie’s в Испании.

## Биография

Герб Пилар Гонсалес де Грегорио-и-Альварес де Толедо

### Детство
Она родилась в Мадриде 10 января 1957 года. Второй ребёнок и единственная дочь Луизы Изабель Альварес де Толедо и Маура, 21-й герцогини Медина-Сидония (1936—2008), по прозвищу «Красная герцогиня», и Леонсио Гонсалес де Грегорио-и-Марти (1930—2008), из семьи графов Пуэбла-де-Вальверде. У неё было два брата, старший, Леонсио, граф Ньебла, родившийся в 1956 году, и младший, Габриэль. 
Детство Марии и её братьев ознаменовалось распадом брака их родителей в 1962 году. После разъезда с мужем, её мать начала политическую деятельность, направленную против режима Франко, в результате чего в 1969 году была заключена в тюрьму, а затем отпущена и выслана во Францию. Её дети в это время жили сначала со своей прабабушкой, вдовствующей герцогиней Маура, а затем с бабушкой и дедушкой, родителями отца.

### Браки и потомство
16 сентября 1977 года Мария Пилар вышла замуж за своего троюродного брата Рафаэля Маркеса-и-Осорио, сына Хосе Маркеса-и-Альвареса де Толедо, 4-го герцога Санта-Кристина (1921—1998) и Росарио Осорио-и-Диас де Ривера, 7-й графини Торрес. В следующем году герцогиня Санта-Кристина уступила свой титул Рафаэлю, супругу Марии, который стал 8-м графом Лас-Торрес. От этого брака родился сын:
- Хосе Маркес и Гонсалес де Грегорио (род. 12 июля 1978, Мадрид)

После развода со своим первым мужем она переехала к своему новому партнеру, Хуану Иллану Альваресу де Толедо-и-Жиро, 14-му маркизу Каса-Фуэрте (1926—2012).
Во второй раз она вышла замуж в Мадриде 25 июня 1990 года за Томаса Терри-и-Мерелло, сына винодела Фернандо Терри дель Кувильо, владельца виноделен «Терри» и мэра Эль-Пуэрто-де-Санта-Мария во времена Франко, и его супруги Изабель Мерелло-и-Альварес-Кампана. От этого брака, также закончившегося разводом, родился второй сын:
- Томас Терри-и-Гонсалес де Грегорио (род. 6 августа 1991, Эль-Пуэрто-де-Санта-Мария)

Её третий брак был заключен в Мадриде 3 ноября 2000 года с пианистом Хоакином Сориано (род. 1941), действительным членомКоролевской академии изящных искусств Сан-Фернандо с 1988 года, награжденным Золотой медалью за заслуги в области изящных искусств. Этот брак был расторгнут несколько месяцев спустя и был бездетным.

### Литературная и общественная деятельность
В 2002 году был опубликован роман Марии Пилар «Nápoles 23». Также она сотрудничала в качестве колумниста и обозревателя в таких испанских СМИ, как: «ABC», «El Mundo», «Vogue» и во многих других. Также Мария Пилар является автором либретто для оперы «Игнатий» композитора Томаса Арагуэса, основанной на биографии святого Игнатия Лойолы, основателя ордена иезуитов.
Мария Пилар также является частым персонажем испанской светской хроники. Она известна своей элегантностью и стилем, и не раз попадала в списки самых стильных женщин Испании, публикуемые «El Mundo» и другими изданиями.

### Судебные иски
В 1958 году герцогиня Медина-Сидония, мать Марии Пилар, потребовала восстановления герцогства Фернандина, поскольку она намеревалась передать его своей дочери. Точно так же она хотела вернуть герцогство Монтальто и передать его своему маленькому сыну Габриэлю, оставив остальные титулы дома Медина-Сидония за старшим сыном, Леонсио, графом Ньебла. Однако, встав в оппозицию режиму Франко, она не смогла добиться результата. Вернувшись в страну в 1975 году, после смены 
власти в Испании, герцогиня смогла продолжить борьбу за возвращение титулов.
Когда этот процесс был в самом разгаре, 11 марта 1988 года, был обнародован Королевский указ, сильно ограничивавший возможности восстановления дворянских титулов. Теперь восстановление было возможно только для тех титулов, которые оставались вакантными менее сорока лет. Однако, примечание в конце указа освобождала от его действия те титулы, процедура восстановления которых уже была начата ранее. Это позволило герцогини продолжить борьбу за восстановление титула, несмотря на то, что герцогство Фернандина оставалось вакантным более ста лет, по крайней мере, с 1869 года.
22 января 1993 года Мария Пилар, дочь герцогини Медина-Сидония, добилась решения в свою пользу, подписанного королем Испании Хуаном Карлосом I, и стала 15-й герцогиней Фернандина. Через три дня после указа её старший брат, Леонсио, граф Ньебла, заявил, что его сын имеет больше прав на этот титул. Разбирательство в различных испанских судах продолжалось 19 лет и закончилось в 2012 году судебном решении о передаче титула Марии Пилар её племяннику Алонсо. Однако, поскольку требования Алонсо были объявлены поле 11 марта 1988 года, то суд счёл, что раз Алонсо считает присуждение титула Марии недействительным и требует не просто передачи титула, а его восстановление для себя, то такое восстановление, согласно указу 1988 года, уже невозможно. В результате, суд, де-факто, просто объявил титул герцогов Фернандина угасшим при двух живых претендентах на титул, после 19 лет неустанной юридической борьбы.  
Когда же умерла мать Марии Пилар, герцогиня Медина-Сидония, и оказалось, что почти всё состояние она пожертвовала на благотворительность, Пилар, уже вместе с братьями (с одним из которых продолжала судиться за титул) стала в судах оспаривать завещание, полагая, что были нарушены её наследственные права.

### Награды
- Дама ордена Звезды итальянской солидарности (26 июля 2004 года)
- Дама «Real Maestranza de Cavalry» (исп.) (аристократического братства) города Сарагосы.